# Поле Бродмана 20
Поле Бродмана 20 — одна з визначених Корбініаном Бродманом цитоархітектонічних ділянок кори головного мозку.

## Людини
Поле Бродмана 20, або BA20, є частиною скроневої кори в мозку людини. Ця ділянка охоплює більшу частину вентральної скроневої кори й, як вважають, грає певну роль в обробці високого рівня візуальної інформації  та розпізнавальній пам'яті.
Цей район також відомий, як нижня скронева зона 20, і воно відноситься цитоархітектонічно визначеної скроневої зони кори головного мозку. У людини це приблизно відповідає нижній скроневій звивині. Цитоархітектонічно вона обмежена медіально екторінальним полем 36 (H), латерально серединно-скроневого поля 21, рострально — скроневим полем 38 (H) і каудально — окципітотемпоральним полем 37 (H) (Бродман-1909).

## Особливості поля у мавп
Поле Бродмана 20 — структурний підрозділ кори головного мозку мавпи, що визначено на основі цитоархитектонІки. Воно цитоархітектонічно гомологічно до нижнього скроневого поля 20 людини (Бродман-1909). Відмінні особливості (за Бродманом-1905): 20 площа схожа на поле 19 Бродмана-1909 в відносне велика кількість дрібних типів клітин щодо числа великих пірамідальних клітин; дуже щільний, широкий внутрішній зернистий шар (IV), які складаються майже виключно з гранулярних клітин, а в полі 18 Бродмана-1909; широкий, чіткий внутрішній пірамідальний шар (V) з кількома клітинами, а також яскраво виражений мультиформний шар (VI). Основні відмінності від полів 18 і 19 — це дещо менша щільність клітин; відсутність поділу зовнішнього пірамідального шару (III) на підшари 3A і 3B; шар V більш чітко відрізняеться від шару VI та, в середньому, має велику щільність пірамідних гангліозних клітин, ніж в інших місцях; шар VI ширше, більш розріджений і містить менше клітин, які концентруються у верхній частині шару утворюючи більш щільний підшар 6a й менш щільний підшар 6b.